# Rhinopoma hadramauticum
Rhinopoma hadramauticum — вид рукокрилих родини Підковикові (Rhinolophidae).

## Опис
Середнього розміру, з довжиною голови й тіла між 58 і 68 мм, довжина передпліччя між 52 і 55,7 мм, довжина хвоста від 54 до 62 мм, довжина вух між 19,6 і 21,6 мм, а вага до 11,2 грама.
Шерсть коротка і тонка. Круп і нижня частина живота голі. Загальне забарвлення тіла сірувато-коричнево-сірого кольору. Дорослі самці мають великий комір жовто-коричневого кольору. Очі великі. Вуха сірі, трикутні, приєднані на лобі мембранною шкірою. Козелки широкі, з роздвоєним кінцем і мають кілька заглиблень на задній кромці. Крилові мембрани сірі й приєднані позаду на гомілці, вище щиколотки. Хвіст дуже довгий, тонкий і простягається далеко за межі хвостової мембрани, яка зводиться до тонкої мембрани.

## Поширення
Цей вид поширений в Ємені.

## Звички
Спостерігалась одна колонія з близько 150 тварин, які перебували в занедбаному будинку.